# Сульфат иридия(III)-аммония
Сульфа́т ири́дия(III)-аммо́ния — неорганическое соединение,
комплексная соль иридия, аммония и серной кислоты
с формулой IrNH4(SO4)2,
растворяется в воде,
образует кристаллогидрат — жёлто-красные кристаллы (иридийаммониевые квасцы).

## Физические свойства
Сульфат иридия(III)-аммония образует
кристаллогидрат состава IrNH4(SO4)2·12H2O — жёлто-красные кристаллы,
которые плавятся при 106 °C в собственной кристаллизационной воде.